# Latencja wirusów

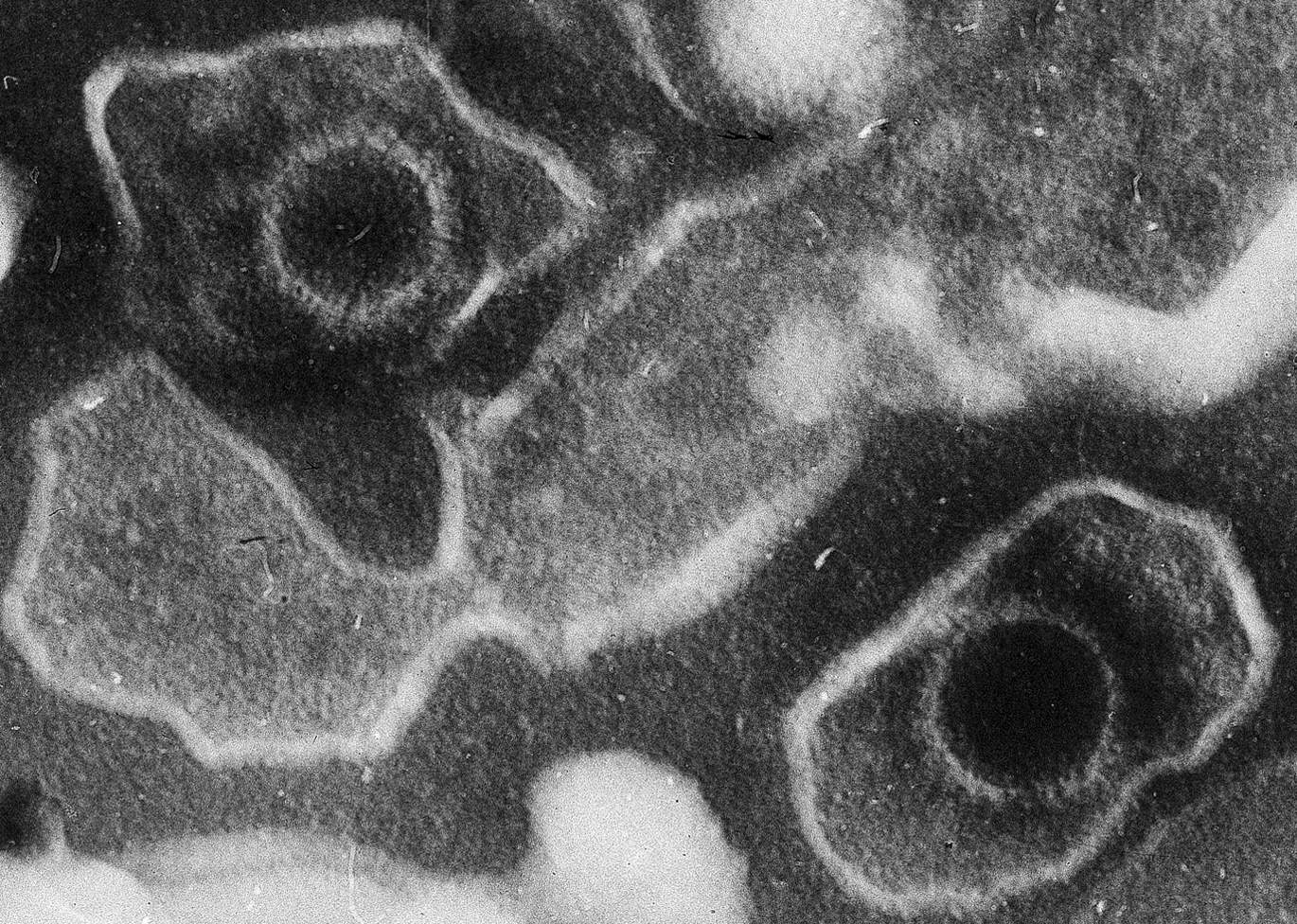
Wirus Epsteina-Barr może w formie uśpionej przetrwać w limfocytach B nosiciela do końca życia osoby zakażonej

Latencja wirusów – stan lub okres, w którym kompletne kopie wirusowej informacji genetycznej utrzymują się w zakażonej komórce gospodarza, ale nie zachodzi ciągła produkcja zakaźnych cząstek wirusa.
Materiał genetyczny wirusa w tym stadium jest wbudowany w genom komórki gospodarzowej w postaci sekwencji DNA. W trakcie latencji cały genom wirusa znajduje się w komórce, a jego ekspresja jest mocno ograniczona.
Podczas latencji wirus jest stosunkowo nieszkodliwy. Jego destrukcyjne działanie rozpoczyna się, gdy latencja się skończy. Gdy powstają warunki sprzyjające uaktywnieniu wirusa, w komórkach gospodarzowych zaczyna się proces produkcji jego zakaźnych cząstek.
Ustanawianie zakażenia latentnego jest cechą charakterystyczną herpeswirusów, w tym wirusa opryszczki pospolitej.
Istnieją dwa warunki, których spełnienie pozwala zakwalifikować zakażenie jako latentne. Powinno być ono:
- trwałe, czyli utrzymane mimo odpowiedzi ze strony układu odpornościowego nosiciela oraz niesprzyjającego środowiska komórki
- odwracalne, to znaczy w sprzyjających okolicznościach dochodzi do reaktywacji wirusa i pełnej ekspresji jego genów[4].